# Pallanuoto ai campionati mondiali di nuoto 2023 - Torneo femminile
La XV edizione del campionato mondiale di pallanuoto femminile si è svolta all'interno del programma dei campionati mondiali di nuoto 2023, dal 16 al 28 luglio.
Hanno partecipato alla rassegna sedici squadre, in rappresentanza di tutte e cinque le confederazioni continentali aderenti alla FINA. A causa dell'invasione russa dell'Ucraina, le federazioni di Russia e Bielorussia sono state escluse in questa competizione.

## Squadre partecipanti
| Torneo di qualificazione | Date                         | Luogo      | Posti | Qualificate   |
| ------------------------ | ---------------------------- | ---------- | ----- | ------------- |
| Paese ospitante          | –                            | –          | 1     | Giappone      |
| FINA World League 2022   | 25 gennaio - 6 novembre 2022 | Spagna     | 2     | Spagna        |
| FINA World League 2022   | 25 gennaio - 6 novembre 2022 | Spagna     | 2     | Ungheria      |
| Campionato mondiale 2022 | 20 giugno - 2 luglio 2022    | Ungheria   | 4     | Stati Uniti   |
| Campionato mondiale 2022 | 20 giugno - 2 luglio 2022    | Ungheria   | 4     | Paesi Bassi   |
| Campionato mondiale 2022 | 20 giugno - 2 luglio 2022    | Ungheria   | 4     | Italia        |
| Campionato mondiale 2022 | 20 giugno - 2 luglio 2022    | Ungheria   | 4     | Australia     |
| Campionato europeo 2022  | 12 - 25 gennaio 2020         | Croazia    | 3     | Grecia        |
| Campionato europeo 2022  | 12 - 25 gennaio 2020         | Croazia    | 3     | Israele       |
| Campionato europeo 2022  | 12 - 25 gennaio 2020         | Croazia    | 3     | Francia       |
| Giochi asiatici 2022     | 7 - 14 novembre 2022         | Thailandia | 2     | Cina          |
| Giochi asiatici 2022     | 7 - 14 novembre 2022         | Thailandia | 2     | Kazakistan    |
| UANA Cup 2023            | ? - ? aprile 2023            | Brasile    | 2     | Canada        |
| UANA Cup 2023            | ? - ? aprile 2023            | Brasile    | 2     | Brasile       |
| UANA Cup 2023            | ? - ? aprile 2023            | Brasile    | 2     | Argentina     |
| Wild card                | –                            | –          | 2     | Sudafrica     |
| Wild card                | –                            | –          | 2     | Nuova Zelanda |
| Totale                   |                              |            | 16    |               |

## Turno preliminare

### Gruppo A
| Pos. | Squadra     | Pt | G | V | N | P | GF | GS | DR  |
| ---- | ----------- | -- | - | - | - | - | -- | -- | --- |
| 1.   | Stati Uniti | 9  | 3 | 3 | 0 | 0 | 40 | 16 | +24 |
| 2.   | Australia   | 6  | 3 | 2 | 0 | 1 | 26 | 24 | +2  |
| 3.   | Francia     | 3  | 3 | 1 | 0 | 2 | 25 | 37 | -12 |
| 4.   | Cina        | 0  | 3 | 0 | 0 | 3 | 24 | 38 | -14 |

| Data      | Ora   | Gara        | Gara  | Gara        |
| --------- | ----- | ----------- | ----- | ----------- |
| 16 luglio | 2:00  | Stati Uniti | 15-6  | Cina        |
| 16 luglio | 3:30  | Francia     | 8-10  | Australia   |
| 18 luglio | 10:30 | Australia   | 5-9   | Stati Uniti |
| 18 luglio | 13:30 | Cina        | 11-12 | Francia     |
| 20 luglio | 9:00  | Cina        | 7-11  | Australia   |
| 20 luglio | 10:30 | Francia     | 5-16  | Stati Uniti |

### Gruppo B
| Pos. | Squadra     | Pt | G | V | N | P | GF | GS | DR  |
| ---- | ----------- | -- | - | - | - | - | -- | -- | --- |
| 1.   | Paesi Bassi | 9  | 3 | 3 | 0 | 0 | 61 | 16 | +45 |
| 2.   | Spagna      | 6  | 3 | 2 | 0 | 1 | 52 | 17 | +35 |
| 3.   | Israele     | 3  | 3 | 1 | 0 | 2 | 30 | 52 | -22 |
| 4.   | Kazakistan  | 0  | 3 | 0 | 0 | 3 | 13 | 71 | -58 |

| Data      | Ora   | Gara        | Gara | Gara        |
| --------- | ----- | ----------- | ---- | ----------- |
| 16 luglio | 5:00  | Paesi Bassi | 7-6  | Spagna      |
| 16 luglio | 6:30  | Israele     | 17-6 | Kazakistan  |
| 18 luglio | 2:00  | Kazakistan  | 2-30 | Paesi Bassi |
| 18 luglio | 3:30  | Spagna      | 22-5 | Israele     |
| 20 luglio | 12:00 | Spagna      | 24-5 | Kazakistan  |
| 20 luglio | 13:30 | Israele     | 8-24 | Paesi Bassi |

### Gruppo C
| Pos. | Squadra   | Pt | G | V | N | P | GF | GS | DR  |
| ---- | --------- | -- | - | - | - | - | -- | -- | --- |
| 1.   | Grecia    | 9  | 3 | 2 | 0 | 0 | 61 | 16 | +45 |
| 2.   | Italia    | 6  | 3 | 2 | 0 | 1 | 63 | 19 | +44 |
| 3.   | Sudafrica | 3  | 3 | 1 | 0 | 2 | 16 | 57 | -41 |
| 4.   | Argentina | 0  | 3 | 0 | 0 | 3 | 12 | 60 | -48 |

| Data      | Ora   | Gara      | Gara  | Gara      |
| --------- | ----- | --------- | ----- | --------- |
| 16 luglio | 9:00  | Italia    | 27-1  | Argentina |
| 16 luglio | 10:30 | Grecia    | 24-2  | Sudafrica |
| 18 luglio | 5:00  | Sudafrica | 2-24  | Italia    |
| 18 luglio | 6:30  | Argentina | 2-21  | Grecia    |
| 20 luglio | 2:00  | Argentina | 9-12  | Sudafrica |
| 20 luglio | 3:30  | Grecia    | 16-12 | Italia    |

### Gruppo D
| Pos. | Squadra       | Pt | G | V | N | P | GF | GS | DR  |
| ---- | ------------- | -- | - | - | - | - | -- | -- | --- |
| 1.   | Ungheria      | 9  | 3 | 3 | 0 | 0 | 60 | 36 | +24 |
| 2.   | Canada        | 6  | 3 | 2 | 0 | 1 | 40 | 34 | +6  |
| 3.   | Nuova Zelanda | 3  | 3 | 1 | 0 | 2 | 33 | 52 | -19 |
| 4.   | Giappone      | 0  | 3 | 0 | 0 | 3 | 49 | 60 | -11 |

| Data      | Ora   | Gara          | Gara  | Gara          |
| --------- | ----- | ------------- | ----- | ------------- |
| 16 luglio | 12:00 | Nuova Zelanda | 17-16 | Giappone      |
| 16 luglio | 13:30 | Ungheria      | 11-10 | Canada        |
| 18 luglio | 9:00  | Canada        | 13-11 | Nuova Zelanda |
| 18 luglio | 12:00 | Giappone      | 21-26 | Ungheria      |
| 20 luglio | 5:00  | Canada        | 17-12 | Giappone      |
| 20 luglio | 6:30  | Nuova Zelanda | 5-23  | Ungheria      |

## Fase finale

### Tabellone
| Play-off | Play-off      | Play-off |  |  | Quarti di finale | Quarti di finale | Quarti di finale |  |  | Semifinali | Semifinali  | Semifinali |  |             | Finale      | Finale            | Finale |
|          |               |          |  |  |                  |                  |                  |  |  |            |             |            |  |             |             |                   |        |
|          |               |          |  |  |                  |                  |                  |  |  |            |             |            |  |             |             |                   |        |
|          |               |          |  |  | 1A               | Stati Uniti      | 7                |  |  |            |             |            |  |             |             |                   |        |
| 2C       | Italia        | 14       |  |  | 2C               | Italia           | 8                |  |  |            |             |            |  |             |             |                   |        |
| 3D       | Nuova Zelanda | 7        |  |  |                  |                  |                  |  |  | 2C         | Italia      | 8          |  |             |             |                   |        |
|          |               |          |  |  |                  |                  |                  |  |  | 1B         | Paesi Bassi | 9          |  |             |             |                   |        |
|          |               |          |  |  | 1B               | Paesi Bassi      | 17               |  |  |            |             |            |  |             |             |                   |        |
| 3C       | Sudafrica     | 6        |  |  | 2D               | Canada           | 10               |  |  |            |             |            |  |             |             |                   |        |
| 2D       | Canada        | 21       |  |  |                  |                  |                  |  |  |            |             |            |  |             | 1B          | Paesi Bassi (dtr) | 12 (5) |
|          |               |          |  |  |                  |                  |                  |  |  |            |             |            |  |             | 2B          | Spagna            | 12 (4) |
|          |               |          |  |  | 1C               | Grecia           | 8                |  |  |            |             |            |  |             |             |                   |        |
| 2A       | Australia     | 16       |  |  | 2A               | Australia        | 9                |  |  |            |             |            |  |             |             |                   |        |
| 3B       | Israele       | 7        |  |  |                  |                  |                  |  |  | 2A         | Australia   | 10         |  |             |             |                   |        |
|          |               |          |  |  |                  |                  |                  |  |  | 2B         | Spagna      | 12         |  |             |             |                   |        |
|          |               |          |  |  | 1D               | Ungheria         | 9                |  |  |            |             |            |  | Terzo posto | Terzo posto | Terzo posto       |        |
| 3A       | Francia       | 9        |  |  | 2B               | Spagna           | 12               |  |  |            |             |            |  |             | 2C          | Italia            | 16     |
| 2B       | Spagna        | 16       |  |  |                  |                  |                  |  |  |            |             |            |  |             | 2A          | Australia         | 14     |

#### Play off
| 22 luglio 2023, ore 14:00 | Australia | 16 – 7 | Israele |  |

| 22 luglio 2023, ore 15:30 | Francia | 9 – 16 | Spagna |  |

| 22 luglio 2023, ore 17:00 | Italia | 14 – 7 | Nuova Zelanda |  |

| 22 luglio 2023, ore 18:30 | Sudafrica | 6 – 21 | Canada |  |

#### Quarti di finale
| 24 luglio 2023, ore 15:00 | Stati Uniti | 7 – 8 | Italia |  |

| 24 luglio 2023, ore 16:30 | Paesi Bassi | 17 – 10 | Canada |  |

| 24 luglio 2023, ore 18:00 | Grecia | 8 – 9 | Australia |  |

| 24 luglio 2023, ore 19:30 | Ungheria | 9 – 12 | Spagna |  |

#### Semifinali
| 26 luglio 2023, ore 17:00 | Italia | 8 – 9 | Paesi Bassi |  |

| 26 luglio 2023, ore 18:30 | Australia | 10 – 12 | Spagna |  |

#### Finale 3º-4º posto
| 28 luglio 2023, ore 13:00 | Italia | 16 – 14 (5-4, 5-6, 3-1, 3-3) | Australia |  |

#### Finale
| Fukuoka 28 luglio 2023, ore 00:00 | Paesi Bassi | 12 (5) – 12 (4) (d.c.r.) (4-3, 2-3, 3-1, 3-5) | Spagna |  |

### Tabellone 5º-8º posto
|  | 5º- 8º posto | 5º- 8º posto | 5º- 8º posto |          |                   | 5º posto          | 5º posto     | 5º posto |  |
|  |              |              |              |          |                   |                   |              |          |  |
|  | Stati Uniti  | Stati Uniti  | 16           |          |                   |                   |              |          |  |
|  | Stati Uniti  | Stati Uniti  | 16           |          |                   |                   |              |          |  |
|  | Canada       | Canada       | 4            |          |                   |                   |              |          |  |
|  | Canada       | Canada       | 4            |          | Stati Uniti (dtr) | Stati Uniti (dtr) | 11 (4)       |          |  |
|  |              |              |              |          | Stati Uniti (dtr) | Stati Uniti (dtr) | 11 (4)       |          |  |
|  |              |              | Ungheria     | Ungheria | 11 (2)            |                   |              |          |  |
|  | Grecia       | Grecia       | Ungheria     | Ungheria | 11 (2)            | 9                 |              |          |  |
|  | Grecia       | Grecia       |              |          |                   | 9                 |              |          |  |
|  | Ungheria     | Ungheria     | 10           |          |                   | 7º posto          | 7º posto     | 7º posto |  |
|  | Ungheria     | Ungheria     | 10           |          |                   |                   |              |          |  |
|  |              |              |              |          |                   |                   |              |          |  |
|  |              |              |              |          |                   | Canada (dtr)      | Canada (dtr) | 10 (4)   |  |
|  |              |              |              |          |                   | Canada (dtr)      | Canada (dtr) | 10 (4)   |  |
|  |              |              |              |          |                   | Grecia            | Grecia       | 10 (2)   |  |

### Tabellone 9º-12º posto
|  | 9º- 12º posto | 9º- 12º posto | 9º- 12º posto |         |         | 9º posto      | 9º posto      | 9º posto  |  |
|  |               |               |               |         |         |               |               |           |  |
|  | Israele       | Israele       | 15            |         |         |               |               |           |  |
|  | Israele       | Israele       | 15            |         |         |               |               |           |  |
|  | Nuova Zelanda | Nuova Zelanda | 12            |         |         |               |               |           |  |
|  | Nuova Zelanda | Nuova Zelanda | 12            |         | Israele | Israele       | 7             |           |  |
|  |               |               |               |         | Israele | Israele       | 7             |           |  |
|  |               |               | Francia       | Francia | 11      |               |               |           |  |
|  | Francia       | Francia       | Francia       | Francia | 11      | 20            |               |           |  |
|  | Francia       | Francia       |               |         |         | 20            |               |           |  |
|  | Sudafrica     | Sudafrica     | 6             |         |         | 11º posto     | 11º posto     | 11º posto |  |
|  | Sudafrica     | Sudafrica     | 6             |         |         |               |               |           |  |
|  |               |               |               |         |         |               |               |           |  |
|  |               |               |               |         |         | Nuova Zelanda | Nuova Zelanda | 25        |  |
|  |               |               |               |         |         | Nuova Zelanda | Nuova Zelanda | 25        |  |
|  |               |               |               |         |         | Sudafrica     | Sudafrica     | 6         |  |

### Tabellone 13º-16º posto
|  | 13º- 16º posto | 13º- 16º posto | 13º- 16º posto |          |      | 13º posto  | 13º posto  | 13º posto |  |
|  |                |                |                |          |      |            |            |           |  |
|  | A4             | Cina           | 16             |          |      |            |            |           |  |
|  | A4             | Cina           | 16             |          |      |            |            |           |  |
|  | B4             | Kazakistan     | 6              |          |      |            |            |           |  |
|  | B4             | Kazakistan     | 6              |          | Cina | Cina       | 18         |           |  |
|  |                |                |                |          | Cina | Cina       | 18         |           |  |
|  |                |                | Giappone       | Giappone | 10   |            |            |           |  |
|  | C4             | Argentina      | Giappone       | Giappone | 10   | 11         |            |           |  |
|  | C4             | Argentina      |                |          |      | 11         |            |           |  |
|  | D4             | Giappone       | 21             |          |      | 15º posto  | 15º posto  | 15º posto |  |
|  | D4             | Giappone       | 21             |          |      |            |            |           |  |
|  |                |                |                |          |      |            |            |           |  |
|  |                |                |                |          |      | Kazakistan | Kazakistan | 10        |  |
|  |                |                |                |          |      | Kazakistan | Kazakistan | 10        |  |
|  |                |                |                |          |      | Argentina  | Argentina  | 8         |  |

## Classifica finale
| Pos.    | Squadra       |
| ------- | ------------- |
| Oro     | Paesi Bassi   |
| Argento | Spagna        |
| Bronzo  | Italia        |
| 4       | Australia     |
| 5       | Stati Uniti   |
| 6       | Ungheria      |
| 7       | Canada        |
| 8       | Grecia        |
| 9       | Francia       |
| 10      | Israele       |
| 11      | Nuova Zelanda |
| 12      | Sudafrica     |
| 13      | Cina          |
| 14      | Giappone      |
| 15      | Kazakistan    |
| 16      | Argentina     |